# El Mariel
El Mariel  este al doilea album al rapperului american-cubanez Pitbull. Conține melodii făcute în colaborare cu  Lil Jon, Diaz Brothers, DJ Khaled, Mr. Collipark, The Neptunes și Jim Jonsin.

## Piese
1. "Intro" - 1:56  -  Produced by Donavan Knowles
2. "Miami Shit" -  3:22  -  Produced by Gorilla Tek
3. "Come See Me" - 3:07  -  Produced by DJ Toomp
4. "Jealouso" - 4:03  -  Produced by The Neptunes
5. "Qué Tú Sabes De Eso" (featuring Fat Joe & Sinful) -  4:03  -  Produced by The Ghost Wtriters
6. "Fademaster Skit" - 0:37
7. "Be Quiet" - 3:22  -  Produced by Shakespeare
8. "Ay Chico (Lengua Afuera)" -  3:25  -  Produced by Mr. Collipark
9. "Fuego" - 3:49  -  Produced by Mr. Collipark
10. "Rock Bottom" (featuring Bun B & Cubo) - 4:31  -  Produced by Taz
11. "Amanda Diva Skit" - 0:41
12. "Blood Is Thicker Than Water" (featuring Redd Eyezz) - 4:05  -  Produced by Cip
13. "Jungle Fever" (featuring Wyclef Jean & Oobie) - 4:02  -  Produced by DJ Rob-N
14. "Hey You Girl" - 3:46  -  Produced by Jim Jonsin
15. "Raindrops" (featuring Anjuli Stars) - 4:15  -  Produced by The Diaz Brothers
16. "Voodoo" - 3:47  -  Produced by Lil Jon
17. "Descarada (Dance)" (featuring Vybz Kartel) -  3:02  -  Produced by Don "Vendetta" Bennett
18. "Dime (Remix)" (featuring Ken-Y) - 5:07  -  Produced by Lil Jon
19. "Bojangles (Remix)" (featuring Lil' Jon & Ying Yang Twins) - 4:29  -  Produced by Lil Jon
20. "Born N Raised" (DJ Khaled featuring Pitbull, Trick Daddy, & Rick Ross) - 4:16  -  Produced by The Runners
21. "Outro" - 1:10
22. "We Run This" (ITunes Bonus Track)

## Cele mai bine cumpărate DVD bonus
1. The Making of El Mariel
2. Bojangles (Remix) Video
3. Bojangles Live Performance Video
4. La Esquina: Trading Races

## Single
1. "Bojangles"
2. "Ay Chico (Lengua Afuera)"
3. "Dime/Tell Me (Remix)"